# Iwan Chowański (zm. 1675)
Iwan Nikitycz Chowański (ros. Иван Никитич Хованский; zm. 1675) – kniaź rosyjski, bojar.
W latach 1635–1637 był pułkownikiem w Tule. W 1645 zesłany został na Sybir, skąd powrócił w 1649. W 1650 uśmierzył bunt mieszkańców Nowogrodu Wielkiego i Pskowa. W 1654, w czasie wojny polsko-rosyjskiej zdobył Smoleńsk i został jego rosyjskim wojewodą. W 1660 przeprowadził nieudaną kampanię na Ukrainie. Rozbił wojska polskie pod Malczami.